# Pečetní váleček

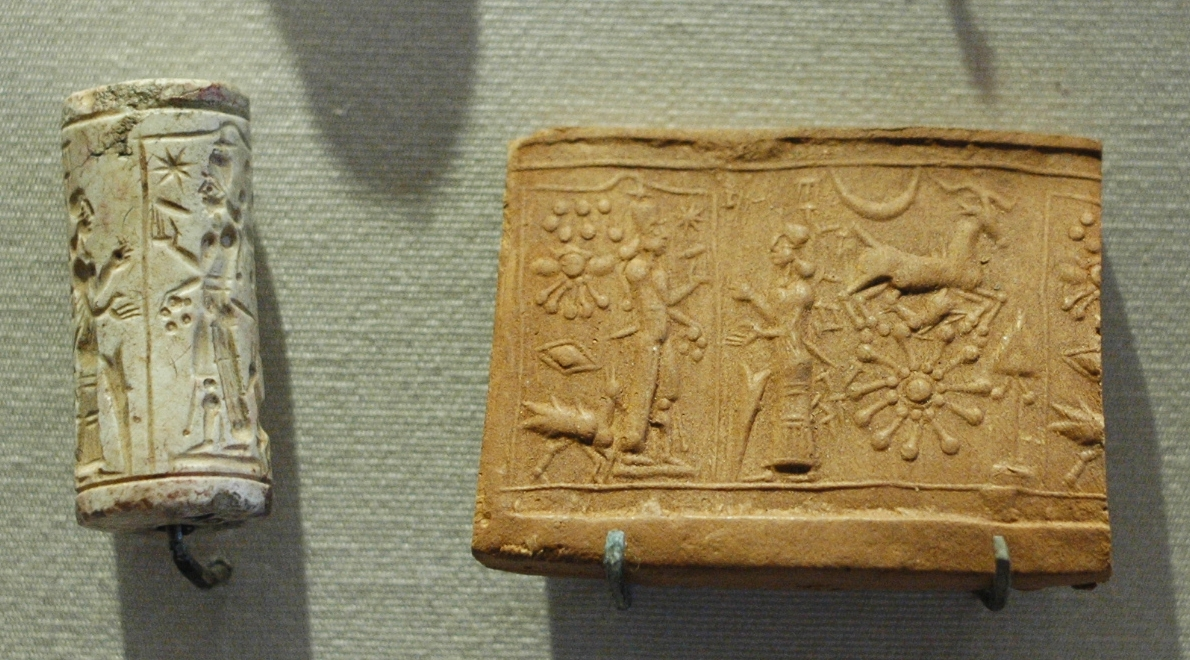
Mezopotámský vápencový váleček a jeho otisk—uctívání Šamaše, (Louvre).

Pečetní váleček je válec s vyrytým „obrázkovým příběhem“, používaný ve starověku na vyválení otisku do plochy, většinou do mokrého jílu. Pečetní válečky byly vynalezeny kolem roku 3500 př. n. l. na blízkém východě, v dnešním Susy v jihozápadním Íránu a v Uruku v jižní Mezopotámii. Jsou spojeny s vynálezem pozdějšího psaní klínopisu do pečetních válečků. Byly používány pro správu, šperky a jako magické amulety, pozdější verze byly značeny mezopotámskými hieroglyfy. V pozdějším období byly používány k notářskému ověření nebo potvrzení většího počtu hliněných dokumentů. Hroby a další místa úkrytu drahých předmětů, jako jsou zlato, stříbro, perly, drahé kameny, často obsahovaly jeden nebo dva pečetní válečky, jako zdvořilostní pohřební dar.
Pečeť samotná byla vyrobena z pevného kamene, skla, nebo keramiky jako egyptské fajáns. Mnoho druhů materiálu jako hematit, obsidián, steatit, ametyst a karneol byly používány na výrobu pečetních válečků, ale lazurit byl obzvláště oblíbený neboť je to krásný modrý kámen a naplaveninová země Mezopotámie nemá vhodný kámen pro vyřezávání, proto větší kameny prvních pečetí byly dováženy pravděpodobně z Íránu.
Zatímco většina Mezopotámských pečetních válečků tvoří obraz pomocí prohlubní v povrchu válce, některé pečetní válečky tisknou obrázky pomocí vyvýšené části na válci (obrázek níže). Již zmiňované válečky jsou použity především na mokrém jílu, další, někdy označované jako válcové známky, se používají pro tisk obrázků na plátno a jiné podobné plochy.

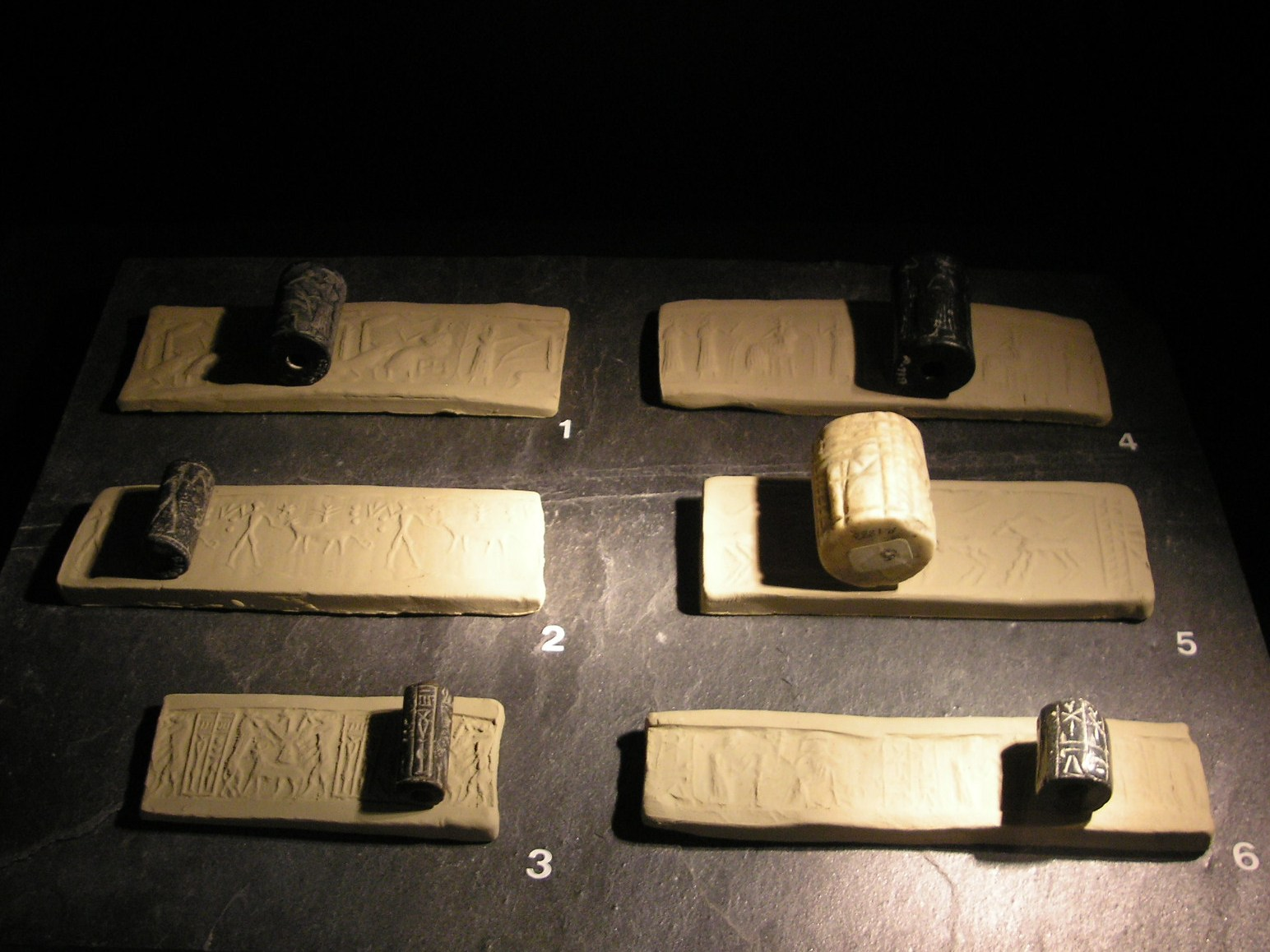
Pečetní válečky

## Použití

Otisk z San Andrézského keramického pečetního válečku obsahující důkaz o tom co se nejčastěji používalo jako písmo v Mezoamerice. Tato pečeť je datována přibližně na 650 př. n. l.

Otisky pečetí byly provedeny na různých površích:
- hliněné tabulky
- dveře
- skladovací nádoby
- balíky komodit
- součásti vyrobených předmětů
- amulety
- tkanina
- cihly
- obálky